# Hàm Tân (huyện)

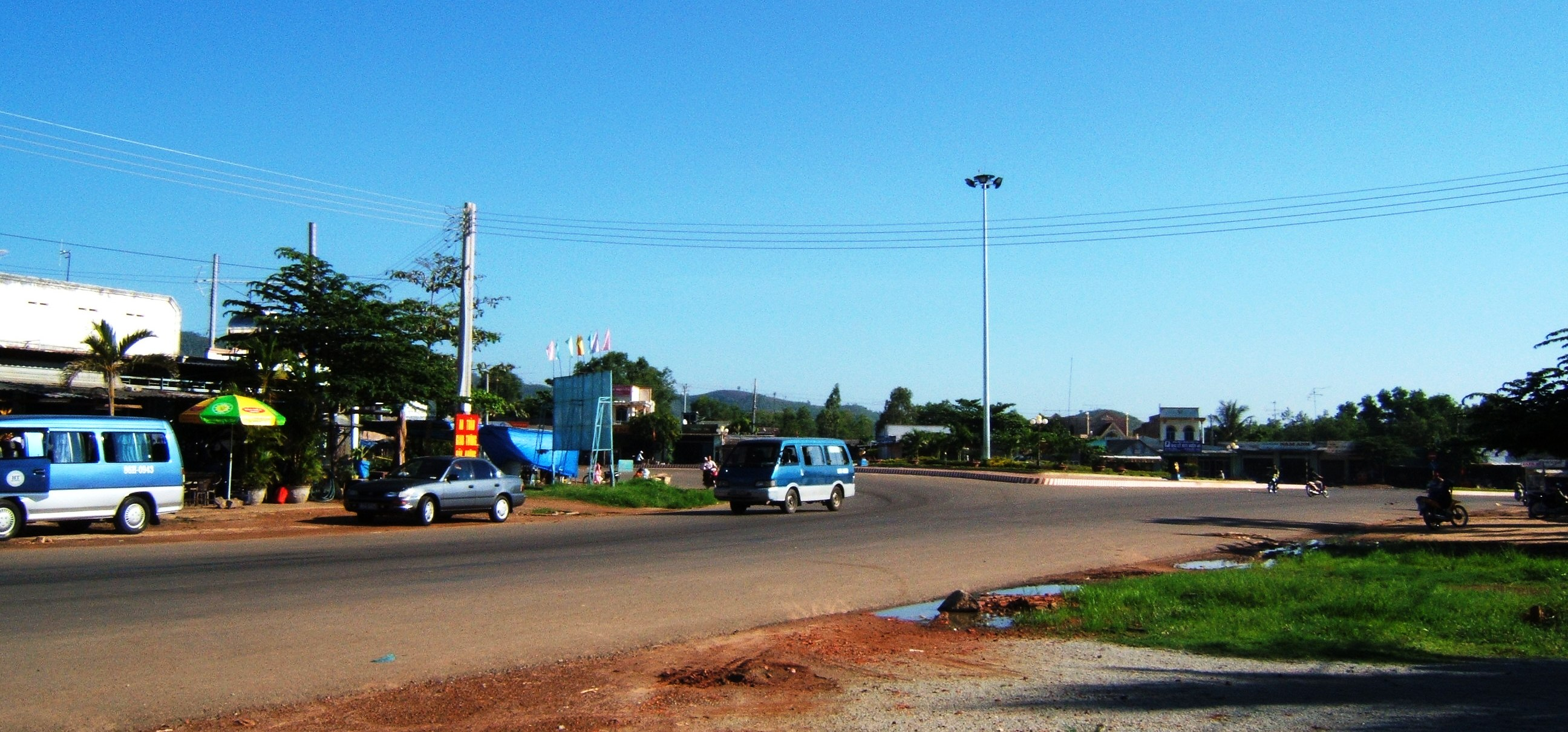
Ngã ba Tân Nghĩa, QL55 ra QL.1

Hàm Tân là một huyện ven biển nằm ở cực nam tỉnh Bình Thuận, Việt Nam.
Hàm Tân là một huyện của tỉnh Bình Thuận, đa số dân sống bằng nghề nông và đi biển nhưng ngày nay kinh tế của người dân ngày càng khấm khá hơn, nhờ chuyên canh cây thanh long. Trước đây, thị trấn La Gi là huyện lỵ, nhưng kể từ khi La Gi được nâng lên thành thị xã vào năm 2005, thị trấn Tân Nghĩa trở thành huyện lỵ.

## Địa lý
Huyện Hàm Tân nằm ở phía tây của tỉnh Bình Thuận, nằm cách trung tâm Thành phố Hồ Chí Minh khoảng 135 km, cách thành phố Phan Thiết khoảng 45 km. Huyện có vị trí địa lý:
- Phía đông giáp thị xã La Gi và huyện Hàm Thuận Nam
- Phía tây giáp huyện Xuân Lộc, tỉnh Đồng Nai và huyện Xuyên Mộc, tỉnh Bà Rịa – Vũng Tàu
- Phía nam giáp Biển Đông
- Phía bắc giáp huyện Tánh Linh.

## Hành chính
Huyện Hàm Tân có 10 đơn vị hành chính cấp xã trực thuộc, bao gồm 2 thị trấn: Tân Nghĩa (huyện lỵ), Tân Minh và 8 xã: Sơn Mỹ, Sông Phan, Tân Đức, Tân Hà, Tân Phúc, Tân Thắng, Tân Xuân, Thắng Hải.

## Lịch sử
Vào thời Nhà Nguyễn, Hàm Tân chỉ là tên một làng thuộc tổng Đức Thắng, huyện Tuy Lý, phủ Hàm Thuận. Năm 1916, huyện Hàm Tân được thành lập dựa trên phần lớn đất đai của huyện Tuy Lý, gồm 2 tổng Phong Điền và Phước Thắng. Tổng Phong Điền có 4 làng: Phong Điền, Hiệp Nghĩa, Tam Tân, Tân Lý và tổng Phước Thắng có 5 làng: Phước Lộc, Hàm Tân, Phò Trì, Hàm Thắng và Thắng Hải. Trụ sở huyện đặt tại làng Hàm Tân nên trở thành tên huyện.
Ngày 22 tháng 10 năm 1956, chính quyền Việt Nam Cộng hòa thành lập tỉnh Bình Tuy gồm 3 quận Hàm Tân, Tánh Linh và Hoài Đức. Quận Hàm Tân gồm 6 xã: Phước Hội, Bình Tân, Bà Giêng, Hiệp Hòa, Tân Hiệp, Văn Mỹ. Tỉnh lỵ tỉnh Bình Tuy đặt tại Hàm Tân, về mặt hành chính thuộc xã Phước Hội, quận Hàm Tân (nay là khu vực trung tâm thị xã La Gi). Còn quận lỵ Hàm Tân đặt tại Tam Tân, xã Tân Hiệp (nay thuộc xã Tân Hải, thị xã La Gi).
Về phía chính quyền cách mạng, năm 1968, Tỉnh ủy Bình Tuy tách Hàm Tân thành 2 phần, bao gồm huyện Hàm Tân với các xã: Văn Mỹ, Tân Hiệp, Bình Tân, Hiệp Nghĩa và thị xã La Gi với các xã: Phước Hội, Bà Giêng, Hiệp Hòa. Đến năm 1973, Tỉnh ủy Bình Tuy thành lập thêm huyện Nghĩa Lộ với 3 xã mới là Đông Hà, Nghĩa Tân, Bình Nghĩa. Cuối năm 1975, thị xã La Gi và huyện Nghĩa Lộ giải thể, sáp nhập vào huyện Hàm Tân.
Năm 1976, 3 tỉnh Ninh Thuận, Bình Thuận, và Bình Tuy hợp nhất thành tỉnh Thuận Hải. Huyện Hàm Tân thuộc tỉnh Thuận Hải, gồm 15 xã: Tân An, Tân Bình, Tân Hà, Tân Hải, Tân Hòa, Tân Lập, Tân Minh, Tân Mỹ, Tân Nghĩa, Tân Sơn, Tân Thắng, Tân Thành, Tân Thiện, Tân Thuận và Tân Xuân.
Ngày 13 tháng 3 năm 1979, hợp nhất xã Tân Sơn và xã Tân Mỹ thành xã Sơn Mỹ; chuyển xã Tân Hòa thành thị trấn La Gi.
Ngày 30 tháng 12 năm 1982, chuyển 3 xã: Tân Lập, Tân Thành và Tân Thuận về huyện Hàm Thuận Nam quản lý. Huyện Hàm Tân còn lại 1 thị trấn La Gi và 10 xã: Sơn Mỹ, Tân An, Tân Bình, Tân Hà, Tân Hải, Tân Minh, Tân Nghĩa, Tân Thắng, Tân Thiện, Tân Xuân.
Ngày 26 tháng 12 năm 1991, tỉnh Bình Thuận được tái lập từ tỉnh Thuận Hải cũ, huyện Hàm Tân thuộc tỉnh Bình Thuận.
Ngày 18 tháng 11 năm 2003, chia xã Tân Nghĩa thành 2 xã: Tân Nghĩa và Sông Phan; chia xã Tân Minh thành thị trấn Tân Minh và 2 xã: Tân Đức, Tân Phúc.
Cuối năm 2004, huyện Hàm Tân có 2 thị trấn: La Gi, Tân Minh và 12 xã: Sơn Mỹ, Sông Phan, Tân An, Tân Bình, Tân Đức, Tân Hà, Tân Hải, Tân Nghĩa, Tân Phúc, Tân Thắng, Tân Thiện, Tân Xuân.
Ngày 5 tháng 9 năm 2005, tách thị trấn La Gi và 4 xã: Tân An, Tân Bình, Tân Hải, Tân Thiện để thành lập thị xã La Gi.
Sau khi điều chỉnh địa giới hành chính, huyện Hàm Tân còn lại 1 thị trấn và 8 xã. Huyện lỵ của huyện dời về xã Tân Nghĩa.
Ngày 3 tháng 12 năm 2007, chia xã Tân Thắng thành 2 xã: Tân Thắng và Thắng Hải; chuyển xã Tân Nghĩa thành thị trấn Tân Nghĩa (thị trấn huyện lỵ mới của huyện Hàm Tân).
Huyện Hàm Tân có 2 thị trấn và 8 xã như hiện nay.

## Giao thông
Có quốc lộ 1A, quốc lộ 55, đường cao tốc Phan Thiết – Dầu Giây và đường sắt Bắc Nam đi qua.

## Người nổi tiếng
- Lực sĩ cử tạ Thạch Kim Tuấn
- MC Đỗ Thụy